# 辰巳浜子
辰巳 浜子（たつみ はまこ、1904年5月31日 - 1977年6月11日）は主婦、料理研究家。日本の料理研究家としては草分け的存在であったが、本人は料理研究家と呼ばれることを嫌い、自らを主婦であるとしていた。本名は辰巳ハマ。東京都千代田区神田錦町生まれ。長女の辰巳芳子も料理研究家、随筆家として知られる。

## 人物
浜子は普通の主婦であったが、家に招いた客をもてなすために作っていた料理が評判となり、雑誌やテレビに登場するようになった。料理は誰かに習ったわけではなく独学だった。食材の野菜は自ら畑を作って育てていた。一般の婦人や栄養士向けの料理講習会も行った。夫の芳雄は大成建設の常務取締役。長女の芳子は病を得て学究の道を断念した後に母と同じ料理研究家の道を選び、浜子の著書『手しおにかけた私の料理』が1992年に復刊された際に解説を加えている。
鎌倉の重度心身障害児施設「小さき花の園」の後援会長もつとめた。

## 経歴
- 1904年（明治37年）5月31日[1]、東京市神田区錦町2丁目（現在の千代田区神田錦町）で[1]、父・阿部又三郎、母・ハルの長女として生まれる[1][4]。両親の名前の一文字ずつを取って「ハマ」と名付けられる[4]。
- 1910年（明治43年） 大倉鉱業に勤めていた父の赴任に伴い、一家で中国に渡る[5]。湖北省漢口の日本人租界で過ごし[1][5]、明治小学校に入学する[1]。
- 1916年（大正5年）日本に帰国[1]、四谷に居住する[6]。
- 1917年（大正6年）春 香蘭女学校に入学する[6]。ハマの通学のため目黒の長者丸に一家で転居[6]。
- 1923年（大正12年） スペイン風邪で一年休学ののち、香蘭女学校を卒業[7]。
- 1924年（大正13年） 3月 辰巳芳雄と結婚[1][7]。12月 長女・芳子を出産する。
- 1926年（大正15年）11月 長男・一雄を出産する。
- 1929年（昭和4年）12月 次男・雄三郎を出産する。
- 1939年（昭和14年）10月、芳雄の転勤により名古屋市千種区田代町に転居する[5]。
- 1940年（昭和15年） マクロビオティックの桜沢如一に影響を受けて玄米食の実践と畑作りを始める[3]。
- 1945年（昭和20年）3月、次男・雄三郎が清水航空隊へ志願[5]、入隊にあたり浜子は夫・芳雄と静岡まで見送りに行ったという[8]。同じ日に、当時居住していた覚王山一帯が大空襲に遭い、家屋が半壊し愛知県東春日井郡篠岡村に疎開する[5][9]。5月、芳雄が満州奉天に赴任になる[5]。6月、長男・一雄が近衛野砲連隊に応召する[5]。8月、敗戦し、一雄と雄三郎は無事帰還するが、夫の芳雄の行方は分からないままであった[5]。9月、目黒区長者丸の家に戻る。
- 1946年（昭和21年）6月、芳雄が無事に帰国する[5]。
- 1953年（昭和28年）8月 名古屋市昭和区広路町に転居。香道の志野流宗家に入門する。自宅近くに聖霊会（聖霊奉侍布教修道女会）の修道院と病院があり、病院の厨房で料理の指導を行う。この時からカトリック教会との交流が始まり、修道女たちを主な対象として全国で講演や実技指導を行うようになる[3]。
- 1954年（昭和29年） 雑誌『婦人之友』の取材を受ける。
- 1956年（昭和31年）9月 芳雄の異動に伴い、鎌倉市雪の下の大御堂に転居[5]。名古屋を去る際、聖霊修道院にて洗礼を受ける[5]。
- 1959年（昭和34年）9月 テレビ初出演。日本テレビで「お年寄りのためのもてなし料理」を実演する。
- 1962年（昭和37年）12月 NHK『きょうの料理』に出演する。以後、1971年（昭和46年）までほぼ毎年数回出演。
- 1965年（昭和40年） 鎌倉市浄明寺に家を新築する。
- 1972年（昭和47年） 夫・芳雄が脳血栓のリハビリのため神奈川県立七沢病院に入院（翌年7月まで）。浜子は旅館に泊まりこんで夫のために料理を作る。
- 1977年（昭和52年）6月11日 死去（73歳）[1]。芳雄が亡くなったのはその3年後だった。

## 書籍

### 著書
- 『手しおにかけた私の料理』婦人之友社、1960[3]
- 『娘につたえる私の味』婦人之友社、1969[3]
- 『日本料理技術選集 みその本』川村渉共著、柴田書店、1972
- 『料理歳時記』中央公論社、1973[3]　のち文庫
- 『私の「風と共に去りぬ」』南窓社、1978（自伝）
- 『みその本みその料理』辰巳芳子 編. 文化出版局, 2009.5
- 『まごころの人辰巳浜子』辰巳芳子 編. 文化学園文化出版局, 2011.3
- 『暮しの向付』辰巳芳子 編. 文化学園文化出版局, 2011.7
- 『娘につたえる私の味 1月～5月 新版』辰巳芳子共著 (文春新書 2015.10
- 『娘につたえる私の味 6月～12月 新版』辰巳芳子共著 (文春新書 2015.11

### 評伝
- 江原恵 『辰巳浜子 家庭料理を究める』 リブロポート（シリーズ民間日本学者）、1990